# إيملي سميث
إيملي سميث (بالإنجليزية: Emily Smith)‏ هي مغنية بريطانية، ولدت في 25 مارس 1981.

## وصلات خارجية
- الموقع الرسمي
- إيملي سميث على موقع ميوزك برينز (الإنجليزية)
- إيملي سميث على موقع ديسكوغز (الإنجليزية)